# Chouchikend
Chouchikend est un village de la région de Khodjaly en Azerbaïdjan. Elle compte 527 habitants en 2005.